# Francisco Espínola
Francisco Espínola (San José de Mayo, 4 de outubro de 1901 – Montevidéu, 27 de junho de 1973) foi um escritor, jornalista e professor uruguaio que pertenceu à "Geração do Centenário [es]", um grupo de escritores que se destacou na literatura uruguaia do século XX. Além de escritor, Espínola foi jornalista e professor renomado. Colaborou com vários meios de comunicação e foi diretor da revista Asir, bem como trabalhou para El Día e Marcha. Ele recebeu o Grande Prêmio Nacional de Literatura em 1961.

## Obras
Espínola escreveu obras de diversos gêneros, mas se destacou principalmente pelos seus contos e romances que retratam o mundo rural do Uruguai com uma visão trágica e irônica. Algumas das suas obras mais famosas são:
- Raza ciega (conto, 1926) 324
- Sombras sobre a terra (romance, 1933), considerado uma obra-prima da literatura uruguaia[3]
- El rapto y otros cuentos (conto, 1950)
- Don Juan el Zorro (três fragmentos de romance, 1968)